# 若沢寺
若沢寺（にゃくたくじ）は、長野県松本市波田にあった真言宗の寺院。山号は慈眼山（じげんざん）。天平勝宝年間に行基が創建したとされ、江戸時代後期には信濃日光と称されるほどの規模を持ったが、廃仏毀釈で明治4年9月に無檀帰俗のため廃寺とされた。若澤寺とも書かれる。

## 概要
若沢寺は水沢山の山腹にあった。行基が創建し、後に坂上田村麻呂が東征の折に再興させたとの伝承がある。
跡地は、2011年3月22日に松本市特別史跡に指定された。標高約940mで、江戸期から数段に造成され、各段に庫裏・中堂救世殿・金堂・田村堂などが造られた。廃寺後も、それらの礎石が残っている。往時の寺の境内は周囲13kmあったというが、現在の広さは約1万1000平方メートルであり、周囲は国有林になっている。
若沢寺にあった建物群のうち、「田村堂」と呼ばれる厨子1つが地元集落に移されて残っている。信仰の対象になっていた仏像も各地に散った。うち数体が地元の盛泉寺に保存・安置されている。

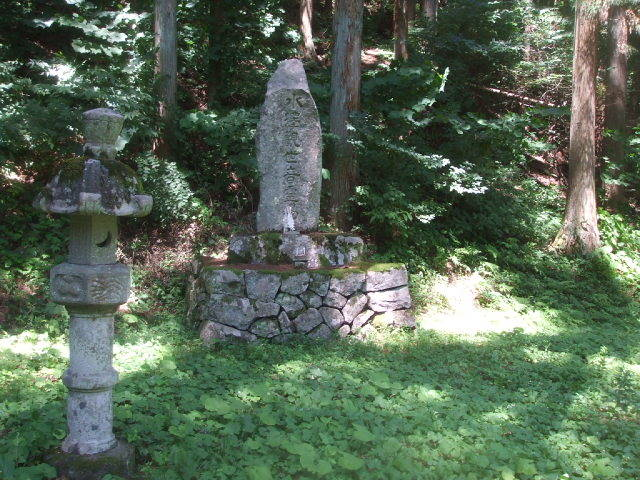
若沢寺跡に建てられた石碑
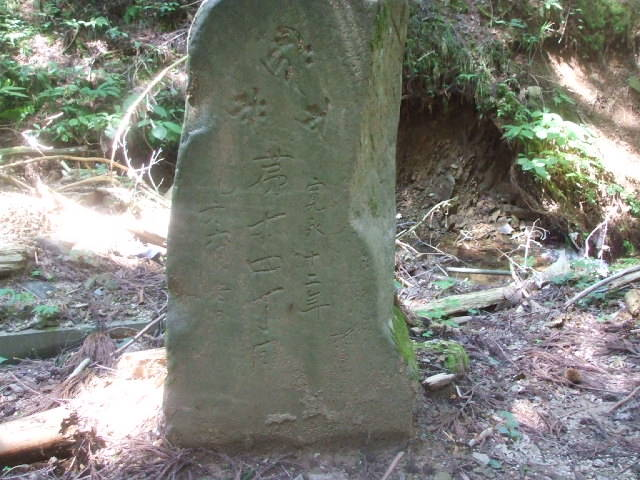
若沢寺への道程を示していた「丁石」
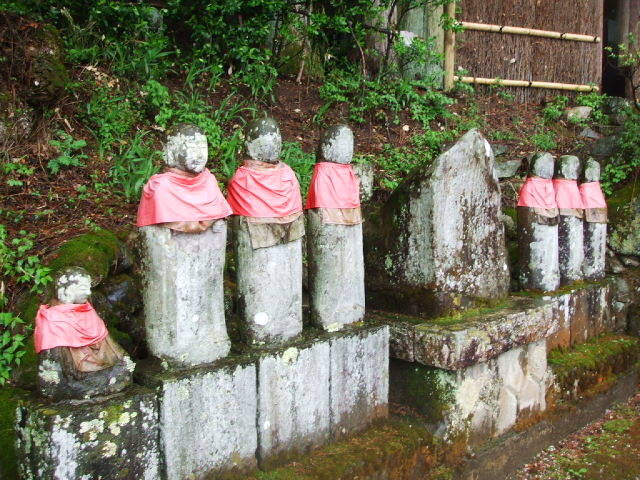
もと若沢寺の六地蔵。今は盛泉寺に鎮座。
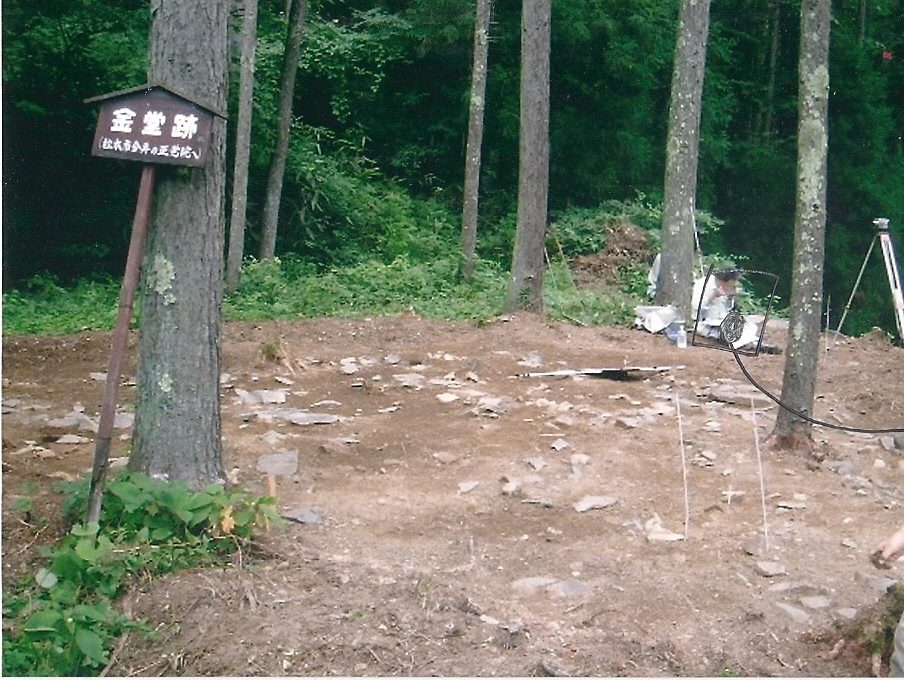
金堂跡。発掘調査中。2005年8月11日撮影

## 歴史
奈良時代の天平勝宝年間（749年 - 758年）に行基が開山したと伝えられ、水沢山の山頂近くに開かれた。その場所は後に「元寺場（もとてらば）」と呼ばれた。平安時代の顕密系寺院は山中に建立されることが一般的で、こうした寺はその後、山中から山腹・山麓に下りて造りなおされたものが多い（清水寺の「山中高所の寺院」の項を参照）。若沢寺もその1つで、「元寺場」はそうした山岳信仰の時代の寺跡であると考えられている。「元寺場跡」は、2012年3月26日に松本市重要文化財に指定された。
平安時代の大同年間（806年 - 809年）に坂上田村麻呂が東征の途次、配下の仏師に命じて修復・造営させた（『信府統記』、『善光寺道名所図会』）と伝えられる。長野県では最古に近い寺であったと言われる。
中世においては、武田勝頼などの武将からの寄進・保護を受けた。江戸時代には徳川家光などの歴代将軍から寺領10石を安堵され、計8通の朱印安堵状を受ける。『善光寺道名所図会』には、「上波田村水沢にあり。真言宗京都智積院に属す。寺領十石、境内囲三里半程、末寺四ケ寺」とある。
江戸時代末期、1804年（文化初年）の改築後は、奥院・中院・里院に壮大な七堂伽藍を構えていた。信濃日光と称され、文人墨客の杖をひくこと後を絶たなかったという。信濃三十三所観音の25番札所でもあった。
しかし明治初年、松本藩主戸田光則は、戊辰戦争に朝廷側として参加することに遅れ謹慎処分を受けたことから、新政府の信頼を回復するため廃仏毀釈に熱心に取り組んだ。また、戸田光則が朱子学に熱心で、その配下にも朱子学・水戸学を奉じる大参事稲村久兵衛、国粋家の小参事神方神五左衛門・岩崎作楽がいたことから、廃仏毀釈に熱心で激しくなったと言われる。結果として、松本藩内では、真言宗の寺10と日蓮宗の寺4つがすべて、浄土宗の寺は30のうち27が、曹洞宗の寺は40のうち31が、浄土真宗の寺は8つのうち1つが廃寺とされた。若沢寺にあった仏像の多くが、同じ波田町中波田の盛泉寺（曹洞宗）に移され安置されている。
1871年（明治4年）7月に廃藩置県の令が出て、11月16日には松本藩が廃止され、戸田光則は藩知事を免官になったので東京に移り、廃仏のことはうやむやになった。そこで、いくつかの寺では再興の動きもあらわれた。しかし、若沢寺は檀徒が少なく再興はなく、先住職堯賢は出身寺に戻り、住職堯榮は還俗して農業につき1875年に没した。

## 田村堂
若沢寺の本尊を安置する厨子であったが、江戸時代には坂上田村麻呂を祀るようになったことから、田村堂と呼ばれる。若沢寺を示す絵図「若澤寺一山之略絵図」にも、境内の最上段に描かれている。若沢寺の廃仏毀釈にあたって、波田上波田集落の現在地へ移され、現在は覆屋で保護されている。1953年8月に国の重要文化財に指定された
。

## 文化財
木像（金剛力士像）

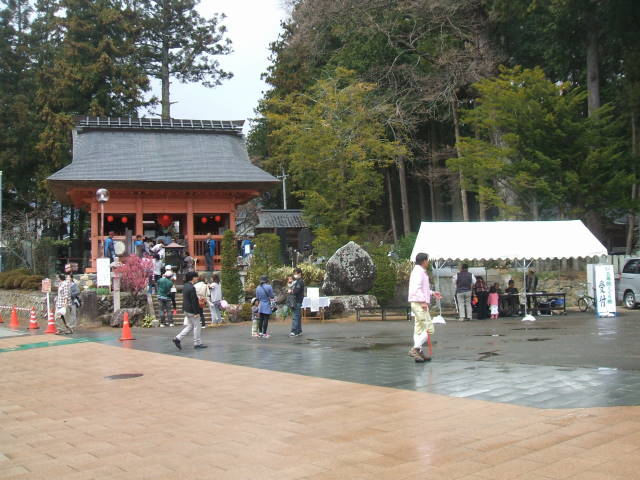
毎年4月第3土曜・日曜日に行われる仁王尊の「股くぐり祭り」の遠景。黒屋根・朱塗りの仁王門に2体の仁王像が納められている。写真は2011年

若沢寺の末寺だった西光寺に造立され、胎内墨書銘には1322年（元亨2年）大檀那源重久佛師善光寺妙海の造立とある。元禄年間（1700年ころ）に現在地に移転されて以来、この2つの金剛力士像を納める仁王門が若沢寺の山門とされた。若沢寺は山中の寺院であったが、仁王門は集落内の街道沿いにある。廃仏毀釈の際も破壊されず、現存している。左（向かって右）が阿形、右が吽形である。地元では「仁王様」と呼ぶ。1974年1月に県宝に指定された。
仁王門は中央部が通路になっていて、常時通ることができる。しかし金剛力士像に触れることはできない。毎年4月20日前後の週末2日間に仁王尊股くぐり祭りが行われる。これは、幼児を向かって右の阿形像の両足の間に入れて、右足と衣の裾の間をくぐらせる行事である。昔ハシカが流行した際に、仁王像の股をくぐったことでハシカが軽くすんだとの故事に由来したもので、2日間に1000組以上が来場するという。学齢期前くらいまでの体のサイズであればくぐることができる。2012年の祭りは4月21日～22日で、25回目の仁王尊股くぐり祭りだった。入場無料・駐車無料、地元ボランティアによる駐車誘導がある。
銅造菩薩半跏思惟像

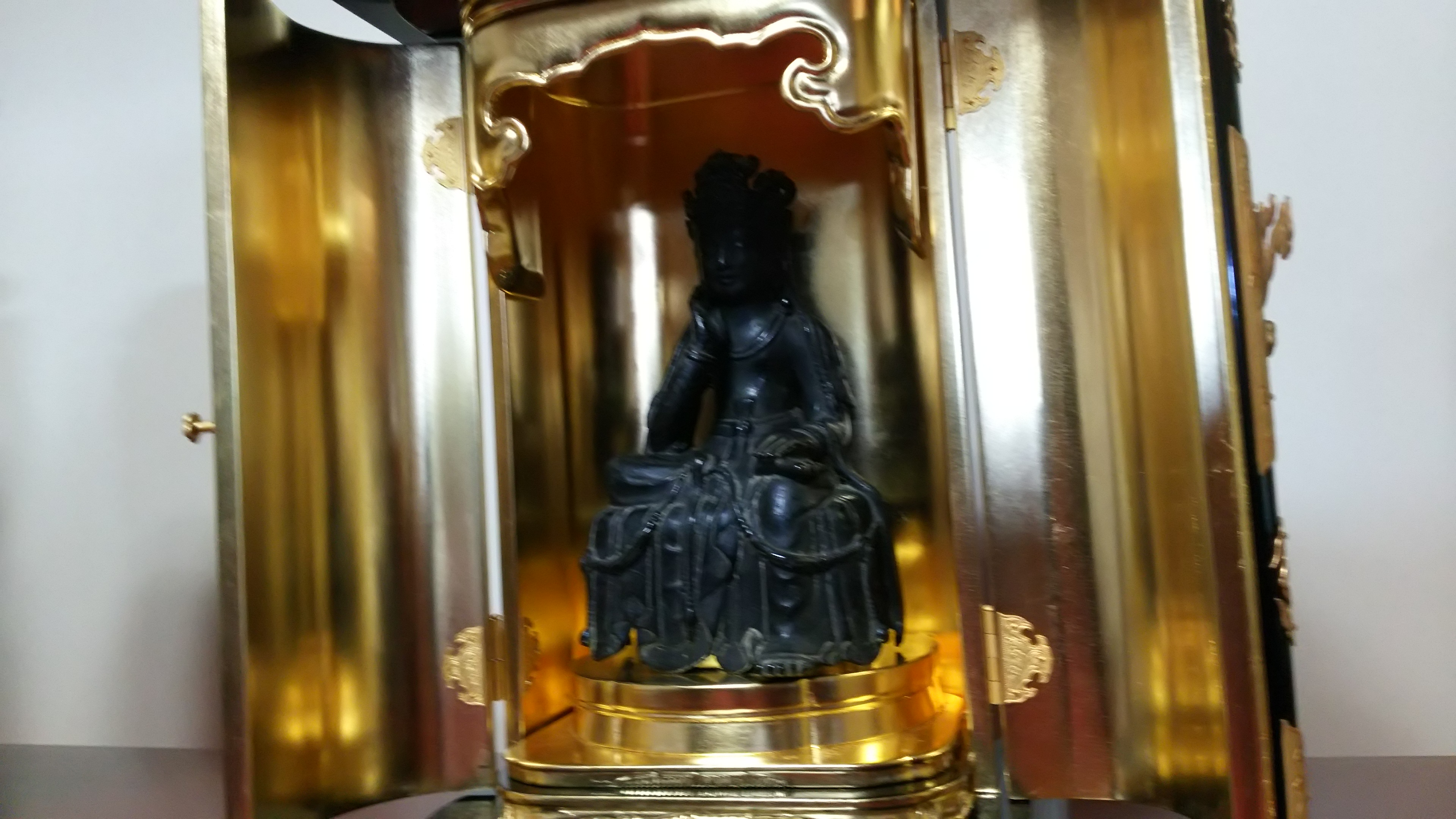
銅造菩薩半跏思惟像。納めてある厨子は現代の物。写真は2017年5月

奈良時代末の作。1998年（平成10年）10月26日県宝に指定された。盛泉寺蔵。半跏思惟像である。半跏思惟像は白鳳時代に作られたものが多いが、小作りの目鼻立ちと柔和な面持ちから、奈良時代後期の作と鑑定されている。廃仏毀釈までは若沢寺にあった。像高22cm。
銅造伝薬師如来坐像御正体残闕（懸仏）
鎌倉時代後期の作。1999年（平成11年）3月18日県宝に指定された。盛泉寺蔵。若沢寺の懸仏であったといわれる。穏やかな面相、流れるような衣文、体躯全体のバランス等、鎌倉時代後期の特徴を良く残す。左手の薬壷、後背は後に加えられた。
銅像薬師如来坐像御正体残闕
鎌倉時代後期の作。2011年3月22日に松本市重要文化財に指定された。元は背面に鏡が取り付けられていた御正体（懸仏）で、若沢寺の仏像だったといわれる。薬師如来としては珍しく「波状髪」(渦を巻き、波型に刻まれた頭髪)である。後背は後に加えられた。
銅造菩薩立像
室町時代初期の作。2011年3月22日に松本市重要文化財に指定された。盛泉寺蔵。八角宝冠を戴き、両手を曲げ、胸の前で左手拳を上に右手を重ね梵篋印を結ぶ立像である。若沢寺の仏で、善光寺式阿弥陀三尊像の脇侍の一体だったと考えられる。
木像（不動明王立像）
鎌倉時代末期の作。2011年3月22日に松本市重要文化財に指定された。盛泉寺蔵。右手に剣、左手に羂索をもち、玉眼を光らせ、岩座に立つ忿怒相の明王である。火焔は後補。もとは若沢寺の講堂（護摩堂）本尊として安置され、「水沢不動」と呼ばれた。
真言宗祖師像（木像弘法大師坐像・木像興教大師坐像）2体
室町時代末期の作。2011年3月22日に松本市重要文化財に指定された。盛泉寺蔵。若沢寺にあったといわれる。寄木造で矧ぎ目が目立ち、塗りも落ちて傷みが激しい。
絹本不動明王掛軸
室町時代初期の作。1987年（昭和62年）3月3日波田町指定有形文化財。若沢寺の護摩堂の本尊だったといわれる。不動明王立像が描かれ、光背は火炎に包まれ脇侍として矜羯羅童子と制多迦童子を従える三尊形式の不動明王図である。
古瀬戸四耳壷と古瀬戸瓶子
鎌倉時代の作。2012年3月26日に松本市重要文化財に指定された。ともに元寺場遺跡より発見された。愛知県瀬戸市周辺の産で、発見時には骨壷として利用され、双方の壷内に火葬骨が納められていた。本来は酒の容器として祭事に利用されていたと考えられる。
参道供養碑（1458年=長禄2年）
室町時代中期の作。2011年3月22日に松本市重要文化財に指定された。波田町の碑で記年銘のわかるものとしては最古。若沢寺の入口参道脇に建つ。天蓋の下に蓮華座に乗り、円光光背をつけた阿弥陀三尊の種子（梵字）が薬研彫で刻まれている。両脇に「施主 平朝臣六翁沙弥盛高、長禄二年（1458）五月二十八日」の銘がある。
参道供養碑（1575年=天正3年）
安土桃山時代の作。2011年3月22日に松本市重要文化財に指定された。「梵字（キリーク サ サク ア バン ウーン）若澤道供養 紀州高圓 天正三、五月日 為十方旦那他」と、阿弥陀三尊と大日如来の梵字を刻み、若沢寺道を供養した紀州の僧高圓の造立である。
閻魔王の碑
安土桃山時代（1574年=天正2年）の作。2011年3月22日に松本市重要文化財に指定された。自然石に閻魔王の絵が線彫りで描かれている。若沢寺の参道の途中にある十王堂にあり、生前に善行を積んで地獄行きを逃れようとする十王信仰の対象であった。
金亀多宝塔
江戸時代の作。2011年3月22日に松本市重要文化財に指定された。若沢寺の本尊を納めていた厨子で、坂上田村麻呂を祀ることとした田村堂の代わりに造られた。基壇の上の大海に遊泳する金亀を置き、その背に塑造金泥塗の多宝塔を乗せ、四方隅に四天王像を配している。
参道丁石
江戸時代前期（1635年＝寛永12年）の作。2011年3月22日に松本市重要文化財に指定された。若沢寺の参道脇に立てられた丁石で、寺までの距離を示すために作られた。仁王門を入口とし、先は奥の院の形式に見立て、1丁進むごとに2丁、3丁と数を増し、18丁目で寺に到達するようになっていた。施主は地元近隣の人たちで、碑の上部にいずれも阿弥陀三尊の種子（梵字）が刻まれている。
若澤寺一山之畧絵図（版木）
若沢寺の様子を鳥瞰図で表している。縦28cm、横41cm、厚さ2cmの桜の板に図が彫り込まれた版木である。絵の大きさ縦28cm、横41cmで、発掘した結果と照らし合わせると、当時の伽藍の様子を比較的正確に描いている。絵の一部に稲荷社があるが、稲荷社が勧請されたのは1799年（寛政11年）なので、それ以降に制作されたものだと言える。2008年から松本市教育委員会が保管。この版木を刷ったものが、テンプレート上部に紹介されている図版である。
弘法大師像（版木）
真言宗の開祖である弘法大師を描いた版木である。「信州水沢慈眼山若澤寺」の文字があり、若沢寺で参拝者に頒布していたものであると考えられる。絵の大きさ縦25cm、横21cm。松本市教育委員会保管。
恭倹寺 鐘楼
松本市梓川梓にある恭倹寺の鐘楼は、往時には若沢寺の鐘楼であったが、廃仏毀釈の際に解体され枡形が恭倹寺に運ばれて再建築されたものである。この鐘楼は、やはり廃仏毀釈の際に廃寺となった千葉県の寺から転々恭倹寺に持ち込まれた梵鐘とともに、2007年3月30日に松本市重要文化財に指定された。

## 『信濃奇勝録』
1834年（天保5年）2月完成（1886年（明治19年）出版）の『信濃奇勝録』に、次の記述と、本項目のトップ右側に掲載の「若沢寺一山の畧絵図」を簡略化した鳥瞰図と共に記載されている。「水沢ハ松本より西にあたりて<中略>此山大同年中田村将軍中興の建立とかや古ハ三十余丁山上にあり<中略>総て老杉鬱々として風致もまた超然たり <以下略>」

## 若澤寺史跡保存会
- 若沢寺史跡の保存を目的とした「若澤寺史跡保存会」が、2010年3月の設立総会で発足した。会員約130名は波田地区在住者を中心に、松本盆地内・関東に広がっている[8]。
- 2010年7月18日には、50名弱が参加して現地作業が行われ、下草の刈払い、雪害により倒れた倒木の処理等にあたった[9]。その後も、年に5～6回を目安に同様な活動が毎年行われている。
- 2013年10月28日、60年ほど前に植えられたスギやカラマツの伐採が始まった。樹木の生長しすぎから遺構を保護するために、県の補助金を受けて業者に伐採してもらったもの[10]。
- 2014年秋、A4判カラー両面刷りを3つ折りにした若沢寺案内のリーフレットを作成した。また、この年には、前年秋に始まった樹木伐採のために、境内各所に枝葉が厚く落ち敷いたので、それらを片づけるボランティア現地作業を何回も繰り返した。

## 歴史館・博物館での展示

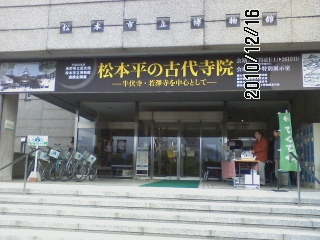
松本市立博物館「松本平の古代寺院 -牛伏寺・若澤寺を中心として-」を開催した際の博物館前面

- 長野県立歴史館では、2010年9月18日から11月7日まで秋季企画展「東の牛伏寺 西の若澤寺 -古代に創建された松本平の二つの寺院- 」を開いた。「両寺院ともに、古代から中世にかけて山岳信仰 、神仏習合 、修験道 などが複雑に結びつき、山頂から麓に至る広大な宗教空間を形成しました。近世になると現在の位置に主要伽藍を構え、社寺参詣ブームと結びついて発展してきました」[11]との見地から、多数の仏像・仏具・発掘品その他を陳列した。この折、長野県歴史館による編集・発行で図録『東の牛伏寺・西の若沢寺 -古代に創建された松本平の二つの寺院-』（A4判80頁）が作られた。
- 松本市立博物館では、2010年12月4日から12月26日まで、長野県立歴史館・松本市立博物館連携企画展として、「松本平の古代寺院 -牛伏寺・若澤寺を中心として- 」を、2階の特別展示室で開催し、多数の仏像・仏具・発掘品その他を展示した。

## アクセス
アルピコ交通上高地線渕東駅から南に向かい、急坂を上がったところに広場・波多神社入口がある。広場から西には仁王門が、その約30メートル西に覆屋に保護された田村堂がある。広場南側の道路を西に上がり、100メートルほどで坂上を左折、山の入口で右折して道なりに進む。左折地点から1900メートルほど山道を登ると、若沢寺跡地入口に着く。

## 文献
波田町教育委員会発行の若沢寺に関する文献は以下の通り。
- 『若澤寺を探るI 元寺場遺跡〜元寺場遺跡調査報告書』2002年3月
- 『若澤寺を探るIII 若澤寺文献資料集1』2004年10月
- 『若澤寺を探るII 若澤寺跡〜若澤寺跡調査報告書』2005年3月
- 『若澤寺を探るIV 若澤寺文献資料集2』2005年3月
- 『若澤寺を探るV 若澤寺跡2〜若澤寺跡調査報告書』2007年3月
- 『若澤寺を探るVI 若澤寺文献資料集3』2008年3月

松本市波田公民館発行の若沢寺に関する文献は以下の通り。
- 『若澤寺を探るVII 若澤寺文献資料集4』2010年8月

若沢寺を扱う現代の市販書籍は以下の通り。
- あずさ書店編集部『幻の大寺院 若沢寺を読みとく』あずさ書店、2010年9月、ISBN9784900354678

若沢寺に言及する文献は以下の通り。
- 波田町誌編纂委員会『波田町誌 歴史編』波田町教育委員会、1987年3月
- 『信府統記』1724年（享保9年）
- 十返舎一九作：歌川國虎画『信州水澤観音利益雜食橋由來』1819年（文政2年）
- 井出道貞（臼田町の神官）『信濃奇勝録』1834年（天保5年）
- 豊田庸園『善光寺道名所図会』1849年（嘉永2年）
- 内山真弓『水沢日記』1840年代（弘化年度）
- 『筑摩安曇古城開記』18世紀（『安筑史料叢書・第四輯』所収）

松本藩の廃仏毀釈に言及する文献は以下の通り。
- 辻善之助『明治仏教史の問題』立文書院、1949年発行、22 - 25ページ
- 鵜飼秀徳『仏教抹殺』文藝春秋、2018年発行、112ページ